# Martiros Sarjan
Martiros Sarjan (arménsky Մարտիրոս Սարյան; 28. února 1880, Novyj Nachičevan u Rostova na Donu – 5. května 1972, Jerevan) byl arménský malíř ovlivněný symbolismem, impresionismem a fauvismem.
V letech 1897–1903 vystudoval Moskevskou školu malířství, sochařství a architektury. Poté pracoval v ateliéru Konstantina Korovina a Valentina Serova. Byl v té době též členem moskevského uměleckého spolku Golubaja roza (Modrá růže).
Roku 1921 se vrátil z Ruska do Arménie. V Jerevanu toho roku založil Muzeum etnografie, archeologie a umění (dnes Národní galerie Arménie). V té době začal také hojně ilustrovat knihy, pro arménskou kulturu má důležitý význam zejména jeho série ilustrací ke knize Arménské lidové pohádky z roku 1933. Také navrhoval divadelní kostýmy.
Od roku 1956 byl akademikem Akademie věd Arménské republiky. V letech 1946–1958 byl poslancem Nejvyššího sovětu Sovětského svazu. Třikrát získal Leninovu cenu i řadu dalších sovětských vyznamenání.
Je autorem krajin a portrétů tematicky zaměřených na Orient (Ulice v Cařihradě, Kráčející felahova žena, Hlava Peršanky). K těmto malbám ho inspirovala řada cest, roku 1910 navštívil Istanbul, roku 1912 Egypt, v roce 1914 Persii.

## Galerie

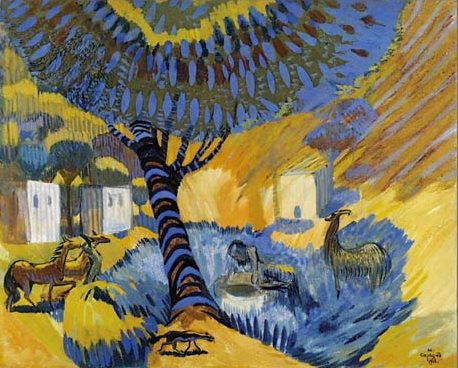
U studny. Horký den (1908)
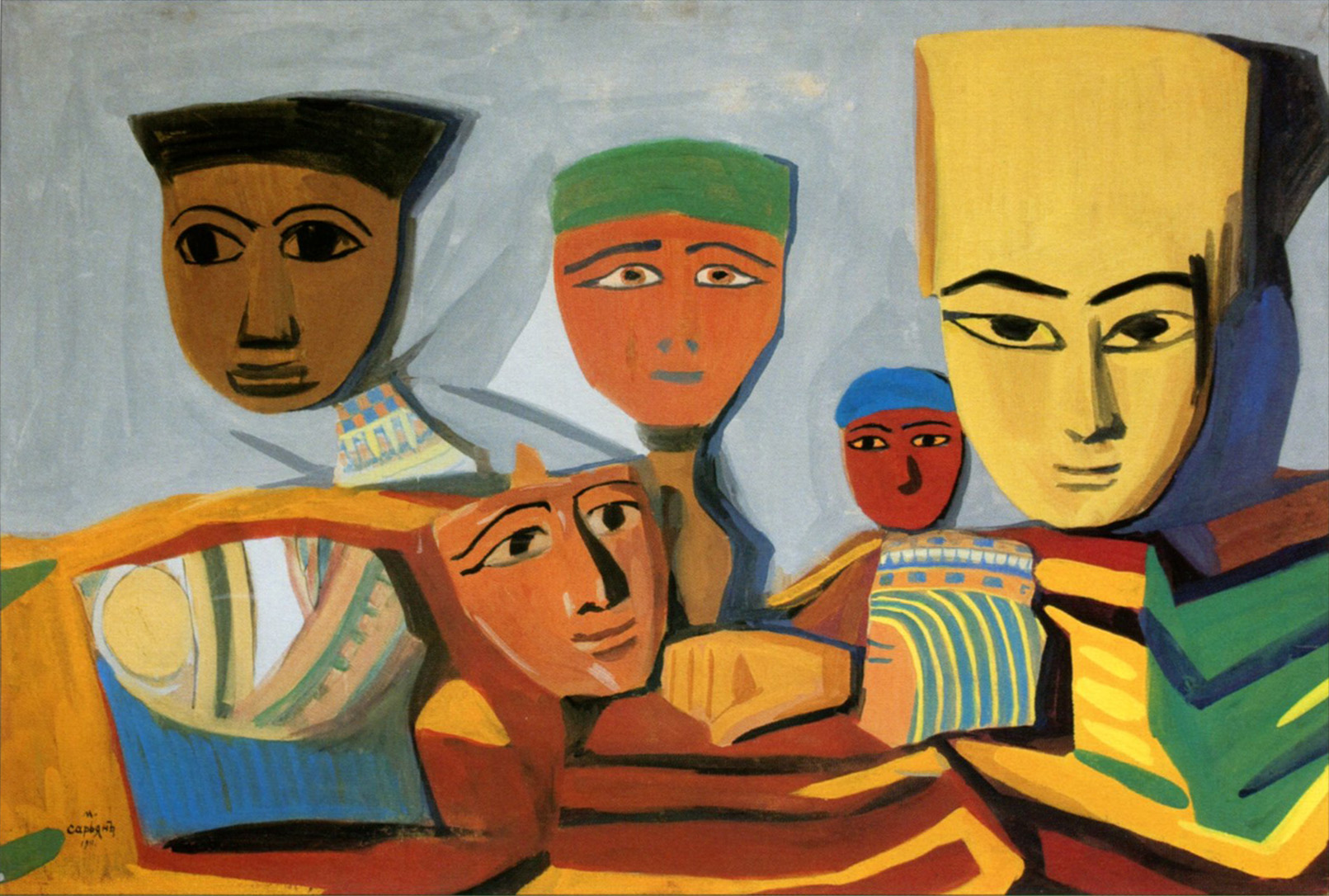
Egyptské masky (1911)
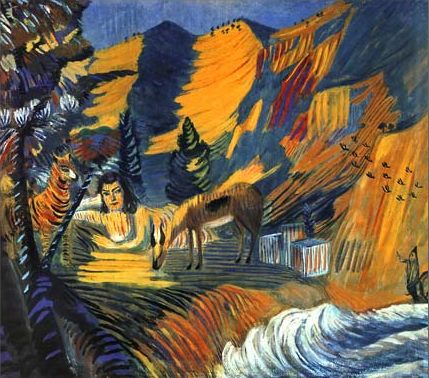
U moře. Sfinga (1908)
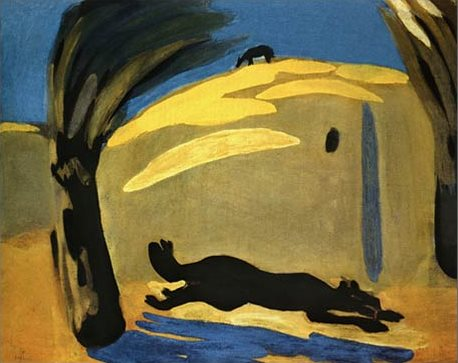
Letní horko. Běžící pes (1909)
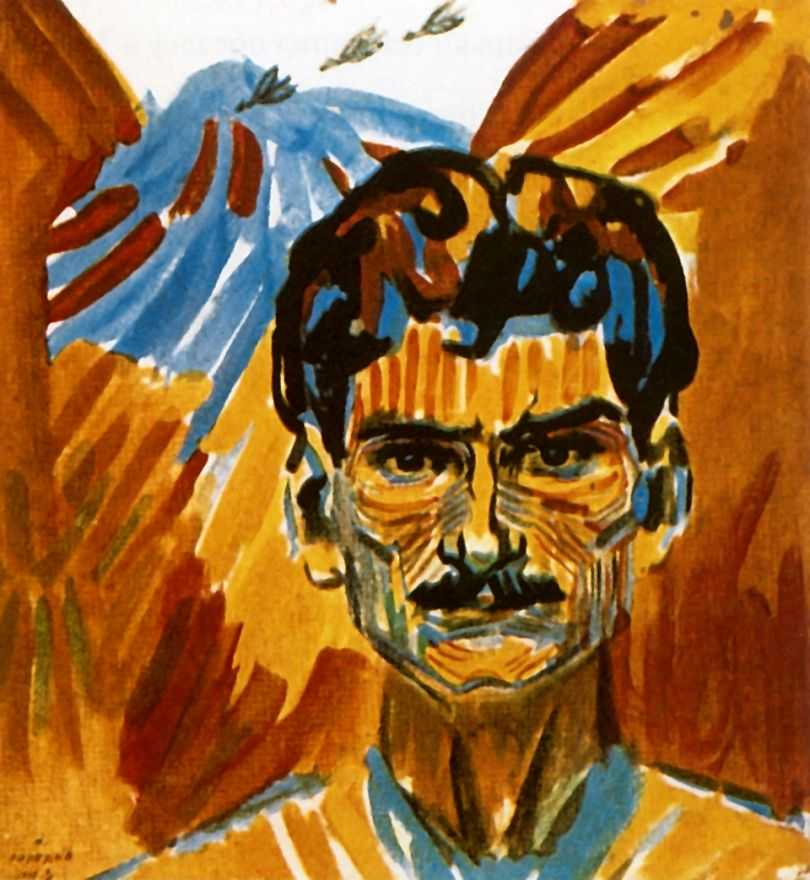
Autoportrét (1907)